# Ulica N'jutona, dom 1
Ulica N'jutona, dom 1 (in russo Улица Ньютона, дом 1?, lett. Via Newton, 1) è un film del 1963 diretto da Teodor Jur'evič Vul'fovič.